# 藤田幸生
藤田 幸生（ふじた こうせい、1942年（昭和17年）11月28日 - ）は、日本の海上自衛官。第24代海上幕僚長。防大9期。

## 略歴
高知県出身。高知高校を経て1965年（昭和40年）3月、防衛大学校（本科第9期）を卒業し、海上自衛隊に入隊。入隊後は主として対潜ヘリコプター HSS-2のパイロットとして航空隊等に勤務。その後、海上幕僚監部防衛部長、教育航空集団司令官、航空集団司令官、海上幕僚副長等の要職を歴任し、第24代海上幕僚長に就任。

## 年譜
- 1965年（昭和40年）3月：海上自衛隊入隊（第16期幹候）
- 1980年（昭和55年）1月：2等海佐
- 1984年（昭和59年）7月：1等海佐
- 1985年（昭和60年）7月1日：第121航空隊司令
- 1987年（昭和62年）3月16日：海上幕僚監部防衛部装備体系課装備体系第3班長
- 1988年（昭和63年）12月15日：第5航空群司令部首席幕僚
- 1989年（平成元年）12月15日：海上幕僚監部防衛部防衛課長
- 1990年（平成02年）7月9日：海将補に昇任
- 1991年（平成03年）7月1日：第21航空群司令に就任
- 1993年（平成05年）7月1日：海上幕僚監部防衛部長
- 1995年（平成07年）6月30日：海将に昇任、第25代教育航空集団司令官に就任
- 1996年（平成08年）7月1日：第24代 航空集団司令官に就任
- 1997年（平成09年）7月1日：第26代 海上幕僚副長に就任
- 1999年（平成11年）3月31日：第24代 海上幕僚長に就任
- 2001年（平成13年）3月27日：退官
- 2012年（平成24年）6月18日：公益財団法人水交会理事長に就任
- 2013年（平成25年）11月3日：瑞宝重光章を受章[1]
- 2014年（平成26年）6月2日：公益財団法人水交会会長に就任
- 2024年（令和6年) 3月27日：特別非営利活動法人たてやまビーチクリーンボランティアネットワークを立ち上げる[2]。

## 栄典
- 瑞宝重光章 - 2013年（平成25年）11月3日